# Дунцзяо (аэропорт)
Аэропорт Дунцзяо в Цзямусы (кит. 佳木斯东郊机场) — аэропорт в городском округе Цзямусы провинции Хэйлунцзян (КНР).
Аэропорт Цзямусы в декабре 1992 года был признан Государственным Советом КНР как государственный аэропорт первого порядка, открытый к проведению международных транспортных операций. Данный аэропорт расположен в 11-ти километрах на восток от центра города Цзямусы и занимает площадь размером 4.8 квадратных километра, протяжённость с востока на запад составляет 3000 метров, с юга на север 1600 метров. Новые постройки составляют 2500 метров в длину, взлетные полосы шириной в 45 метров, что позволяет принимать такие самолёты как MD-82, Боинг 737, и другие пассажирские самолёты среднего класса. На 2012 год самолёты 9 авиакомпаний обеспечивают полёты в/из этого аэропорта.
Город Цзямусы не располагает другими аэропортами. Аэропорт обслуживает только внутренние рейсы. Регистрация пассажиров и оформление багажа обычно начинается за 2 часа и заканчивается за 40 минут до времени вылета. Чтобы пройти регистрацию на рейс надо предъявить билет и паспорт. Если пассажир приобрёл электронный билет, для регистрации и посадки на рейс ему понадобится только паспорт.